# نوديجة
نوديجة (بالفارسية: نودیجه) هي مستوطنة تقع في قسم روشن‌آباد الريفي في إيران. يقدر عدد سكانها بـ 3,532 نسمة .